# Esteban Maroto
Esteban Maroto Torres (n. Madrid, 1942) es un historietista español, adscrito habitualmente al Grupo de La Floresta.

## Biografía

### Inicios profesionales
Esteban Maroto comenzó su carrera hacia 1955 en el estudio de Manuel López Blanco, abocetando a lápiz la serie Aventuras del F.B.I. de Rollán, durante cuatro años. Allí entabló amistad con Carlos Giménez, que dibujaba los fondos.
Instalados en un estudio propio, Maroto y Giménez produjeron juntos Buck John y El príncipe de Rodas. Al mismo tiempo, acabó Magisterio Industrial y empezó la carrera de Ayudante de Obras Públicas.
En 1963 colaboró con García Pizarro.

### Madurez
Firmó un contrato con Selecciones Ilustradas y, después de realizar el servicio militar, se marchó a Barcelona. Desde allí, dibujó historietas bélicas y románticas para el mercado inglés, además de colaborar con Giménez en Gringo.
En 1967 comenzó la serie Cinco por infinito, a la que seguiría La tumba de los dioses y Wolff. Estas empezaron a labrarle una gran fama en Estados Unidos. 
En los años 1970, Maroto dibujó historietas de terror para los cómics de Warren Publishing' Creepy, Eerie y Vampirella. Maroto es también el responsable del diseño del bikini de metal de Red Sonja.
En 1972 su obra Alma de Dragón comenzó a ser publicada en la revista Trinca. Fue Huésped de Honor de la 9.ª edición del Salón Internacional del Cómic de Lucca. También recibió el premio Foreign Comic Award (Academy of Comic Book Arts) y, como explica su compañero Josep María Beá, "a raíz de dicho galardón, la crítica especializada inició una injusta campaña de desprestigio hacia Maroto en la que se empleó un ensañamiento rayano a la crueldad".

### Últimos años
Tras dedicarse a la ilustración, realizó comic-books como Zatanna y Aquaman, siempre para DC Comics. Entre el 2004 y 2005 dibujó un par de historias de Brendon para la editorial italiana Sergio Bonelli Editore.

## Valoración crítica
Manel Domínguez Navarro afirma que, partiendo de las mismas raíces que otros dibujantes madrileños, como Blanco, Víctor de la Fuente, Huete, José Laffond y Luis Vigil, "asimila la estupenda técnica de la escuela catalana, con todos sus recursos." La teórica Francisca Lladó, en su clasificación de dibujantes y guionistas del denominado boom del cómic adulto en España, lo adscribe al Grupo de La Floresta junto a Carlos Giménez, Jesús Peña y Adolfo Usero.

## Publicaciones
| Años                | Título                                        | Guionista                              | Tipo                                                                       | Editorial                         |
| ------------------- | --------------------------------------------- | -------------------------------------- | -------------------------------------------------------------------------- | --------------------------------- |
| 1961                | El Príncipe de Rodas, antes El Coloso         | Juan Antonio de Laiglesia              | Serial                                                                     | Editorial Maga.                   |
| 1969/2011           | 5 por infinito                                | Esteban Maroto                         | Serie                                                                      | Varias                            |
| 12/02/ a 16/07/1971 | Wolff                                         | Sadko                                  | Serie de "Drácula"                                                         | Buru Lan                          |
| 1972/1978           | Alma de Dragón                                | Esteban Maroto                         | Serie de "Trinca"/Bumerang n.º 7                                           | Doncel/Editorial Nueva Frontera   |
| 1976                | Cuando el comic es arte. Esteban Maroto       | varios                                 | Recopilatorio para el mercado español                                      | Toutain Editor                    |
| 1978                | Dossier Negro. Número especial Esteban Maroto | varios                                 | Recopilatorio para el mercado español                                      | Ibero Mundial de Ediciones        |
| 1979/1994           | Dax el guerrero                               | Esteban Maroto                         | Serie de Dossier Negro nºs 94 al 99, 101 al 103, 105 y 106 y recopilatorio | Toutain Editor/Planeta DeAgostini |
| 1979                | La esfinge                                    | Esteban Maroto                         | Serie de 1984 nºs 5, 6 y 7                                                 | Toutain Editor                    |
| 1980                | Korsar                                        | Esteban Maroto                         | Serie de Cimoc y recopilado en grapa                                       | Riego Ediciones                   |
| 1986                | Mujeres fantásticas                           | Enrique Sánchez Abulí y Estaban Maroto | Recopilatorio para el mercado español                                      | Toutain Editor                    |
| 1981-1982/2017      | Nave prisión                                  | Bruce Jones                            | Serie de 1984 nºs del 30 hasta el 41 y libro cartoné                       | Toutain Editor/Planeta DeAgostini |
| 1982-1983           | Zodiaco                                       | Enrique Sánchez Abulí                  | Serie de 1984 nºs del 42 hasta el 53                                       | Toutain Editor                    |
| 1990                | Crónica de Atlantis                           | Peter David                            | Serie (7 números Comic book)                                               | Ediciones Zinco                   |
| 1991/2003           | En el nombre del diablo                       | Esteban Maroto                         | Historias cortas                                                           | Toutain Editor/Norma Editorial    |
| 2002                | Wonders                                       |                                        | Artbook                                                                    | Norma Editorial                   |
| 2002                | Urania                                        |                                        | Artbook                                                                    | Norma Editorial                   |
| 2009                | Conan el mercenario                           | Roy Thomas                             | libro cartoné                                                              | Planeta DeAgostini                |
| 2012                | Simón Bolívar, El libertador                  | Esteban Maroto                         | libro cartoné                                                              | Editores de Tebeos                |
| 2012                | Espadas y brujas (Wolf, Dax y Korsar)         | Esteban Maroto                         | libro cartoné                                                              | Editores de Tebeos                |
| 2015                | Les Llegendes de Sant Jordi                   |                                        | libro cartoné                                                              | Planeta DeAgostini                |
| 2016                | Los mitos de Cthulhu de Lovecraft             |                                        | libro cartoné                                                              | Planeta DeAgostini                |
| 2017                | Nave prisión                                  | Bruce Jones                            | libro cartoné                                                              | Planeta DeAgostini                |

## Portafolios
- Heroes of Mythology. (1977) edición en inglés, 10 láminas a color sobre dioses y mitología (28x36)
- Portfolio (1979), edición española, 10 láminas en blanco y negro sobre espada y brujería (40x29)
- Touch of the Temptress (1994) edición en inglés, 6 láminas a color sobre fantasía (28x36)